# إشعياء
إِشَعْيَاء  (معناه خلاص الرب)، بالعبرية יְשַׁעְיָהו، كان ابن آموص ويعتبر الكاتب لسفر إشعيا في العهد القديم من الكتاب المقدس.
ومعنى الاسم «الرب يخلص» وهو النبي العظيم الذي تنبأ بيهوذا في أيام عزيا ويوثام وآحاز وحزقيا - ملوك يهوذا. ويرجّح أنه عاش إلى أن جاوز الثمانين من العمر، وامتدت مدة قيامه بالعمل النبوي إلى ما يزيد عن الستين عامًا. وكان اسم أبيه «آموص» (أش 1: 1) ويقول التقليد العبري أن آموص هذا كان أخ أمصيا ملك يهوذا. ويتضح من تاريخ أشعياء أنه كان يسهل عليه الدخول إلى ملوك يهوذا والتحدث إليهم، ولذا فقد ظن بعضهم أنه لا بد كان من دم ملكي أو على الأقل كان ذا ثروة طائلة. وواضح أيضًا أنه كان على ثقافة عالية. ويدل تاريخه على أنه كان يقطن أورشليم وأنه كان يعرف الهيكل والطقوس التي كانت تجري فيه تمام المعرفة. وفي سنة وفاة عزيا الملك (سنة 740 ق.م. تقريبًا) رأى أشعياء في الهيكل رؤيا فيها رأى الله وسمع دعوة الله له للاضطلاع بالعمل النبوي (أش 6: 1- 7) ويدعو أشعياء امرأته بالنبيّة (أش 8: 3) وقد أعطي ولداه اسمين رمزيين أحدهما «شآر يشوب» أي «البقية ترجع» (أش 7: 3) والثاني «مهير شلال حاش بز» أي «يعجل السلب ويسرع النهب» (أش 8: 1). وفي سنة 736 ق.م. تقريبًا وعد أشعياء الملك آحاز بأن الله سينقذ يهوذا من الهجوم المزدوج الذي يشنه إسرائيل، المملكة الشمالية، وآرام، على يد آشور ولكنه في نفس الوقت أنذر بأن آشور ستخرب يهوذا أيضًا (أش ص7). وبما أن آحاز رفض أن يقبل تعاليم أشعياء فقد سلّم النبي شهادته ورسالته لتلاميذه (ص 8: 16) ويظهر أنه اختفى من الحياة العامة إلى حين. أما حزقيا الملك فقد أبدى قبولًا لرسالة أشعياء. ولما مرض حزقيا تنبأ أشعياء بشفائه (أش ص38). ولما أظهر حزقيا رسل مردوخ بلادان، ملك بابل، على كنوزه أنذره أشعياء بأن هذه الكنوز والأسرة الملكية في يهوذا ستحمل جميعها في يوم ما إلى بابل (أش ص 39). وقد أخمدت جيوش سرجون الثاني ملك آشور، في سنة 711 ق.م. ثورة قامت في أشدود (أش 20: 1). وقد قاوم أشعياء أي تحالف مع مصر ضد آشور (أش 20 و30 و31) وقد مثل هذا الإنذار تمثيلًا حيًا واقعيًا بأن سار حافي القدمين وليس عليه من الثياب سوى ثيابه الداخلية تشبهًا بما كانوا يفعلونه مع الأسرى (أش 20: 2- 4) ولكن بالرغم من احتجاجات أشعياء (أش 14: 29- 32) فإن يهوذا تحالف مع الفلسطينيين في شق عصا الطاعة على سنحاريب الذي خلف سرجون على عرش آشور. فأتى سَنْحاريب وأخذ معظم مدن يهوذا وحاصر أورشليم وقد تنبأ أشعياء أثناء الحصار بأن الرب لا بد منقذ المدينة. وفعلًا اضطر سنحاريب إلى الانسحاب وقد ضرب ملاك الرب جيش الآشوريين ومات عدد كبير منهم وربما وقعت ضربة الله عليهم في شكل وباء حصد الكثيرين منهم (أش ص 37).
ويذكر سفر «صعود أشعياء» وهو واحد من الأسفار غير القانونية أن أشعياء مات منشورًا بالمنشار تنفيذًا لأمر الملك منسى. ويعتقد البعض أن في الرسالة إلى العبرانيين ص 11: 37 إشارة إلى استشهاد أشعياء، ولذا فربما كان دم أشعياء النبي من ضمن الدماء الزكية التي أراقها منسى في أورشليم (2 ملو 21: 16). ويعتبر أشعياء أعظم أنبياء العهد القديم قاطبة وذلك من عدة وجوه. فأسلوبه الأدبي الرائع يعتبر أجمل ما ورد في العهد القديم. وعدد المفردات التي يستخدمها أشعياء يفوق أي مقدار في أي من أسفار العهد القديم. وغالبية سفر نبوات أشعياء شعر عبري راقٍ. وبالإضافة إلى سفر نبواته فقد ورد في 2 أخبار 26: 22 أنه كتب حياة الملك عزيا. وقد كتب حياة للملك حزقيا في سفر يدعى «رؤيا أشعياء» (2 أخبار 32: 32). ولم تحفظ لنا هذه الأسفار التاريخية. ولكنها ربما كانت ضمن المصادر التي استقى منها كتّاب أسفار الملوك واخبار الأيام الكثير من معلوماتهم. وكان أشعياء مصلحًا اجتماعيًا.

## السيرة الذاتية
كان اشعياء مُتزوجًا من امرأة اسمها النَّبِيَّةَ (سفر اشعياء 8:3). واسمها كما يعتقد البعض مرتبط بأنه كان لها دور في التنبؤ كما كان لدَبُورَةَ في (سفر القُضاة 4:4). أما البعض الآخر يقول بأنها سُميت كذلك لأنها زوجة نبي وليس لأن لها صفة التنبؤ. جاء لاشعياء ولدين اللذان كان لهما أسمان رمزيان شَآرَيَاشُوبَ ومَهَيْرَ شَلاَلَ حَاشَ بَزَ. تنبأ اشعياء في أَثْنَاءِ حُكْمِ كُلٍّ مِنْ عُزِّيَّا وَيُوثَامَ وَآحَازَ وَحِزْقِيَّا مُلُوكِ يَهُوذَا (سفر اشعياء 1:1). حكم عزيا لمُدة 52 سنة في أواسط القرن الثامن قبل الميلاد، وكان اشعياء قد بدأ مهنتهُ ببضع سنين قبل موت عُزِّيَّا، حوالي القرن السابع قبل الميلاد. عاش اشعياء حتى السنة الاربعين من حُكْمِ حِزْقِيَّا، وممكن أيضاَ قد عاش بضع سنين من حُكم منيسا. لذلك تنبأ اشعياء لمدة 64 سنة على الأقل. 
في أيام شباب اشعياء يُعتقد بأنه أنتقل بسبب الاحتلال الاشوري لأسرائيل على يد الملك تَغْلثَ فَلاسِرُ (سفر الملوك الثاني 15:19). خلال الاحتلال رفض َآحَاز التعاون مع ملوك إسرائيل وسوريا ضد الاشوريين، لذلك فَأَسْلَمَهُ الرَّبُّ لِيَدِ مَلِكِ أَرَامَ، فَأَلْحَقَ بِهِ هَزِيمَةً نكراء وَأَسَرُوا كَثِيرِينَ مِنْ يَهُوذَا نَقَلُوهُمْ إِلَى دِمَشْقَ. كَمَا أَسْلَمَهُ الرَّبُّ لِيَدِ مَلِكِ إِسْرَائِيلَ، فَكَسَرَهُ شَرَّ كَسْرَةٍ (سفر أخبار الثاني 6-28:5). نتيجة لذلك تواضع آحَازَ وأصبح إلى جانب اشور وطلب مُساعدة تَغْلثَ فَلاسِرُ للوقوف ضد إسرائيل وسوريا (سفر الملوك الثاني 15:29) و (سفر أخبار الايام الأولى 5:26). لم يقُم الاشوريون بالتحرش بمملكة يهوذا على طول حُكم الملك َآحَاز. عندما اعْتَلَى حَزَقِيَّا بْنُ آحَازَ عَرْشَ يَهُوذَا، تشجع ان يثور ضد ملك اشور (سفر الملوك الثاني 18:7) ودخل تحالف مع ملك مصر (سفر اشعياء 4-30:2). هذا جعل ملك اشور بأن يهدد ملك يهوذا. 
قاد سنحاريب جيشاً قوياً إلى يهوذا سنة 701 قبل الميلاد. فَجَمَعَ حَزَقِيَّا كُلَّ مَا فِي بَيْتِ الرَّبِّ وَخَزَائِنِ قَصْرِ الْمَلِكِ مِنْ فِضَّةٍ وَذَهَبٍ وَدَفَعَهَا لَسنحاريب (سفر الملوك الثاني 16-18:14). ولكن بعد مدة فاصلة قليلة، أنشنت الحرب مرة أخرى ومرة ثانية قاد سنحاريب جيشاً قوياً إلى يهوذا (سفر اشعياء 22-36:2 و37:8). قام اشعياء بتشجيع حَزَقِيَّا على مقاومة بلاد اشور. مَضَت السنين اللاحقة من حُكم حَزَقِيَّا كانت بسلام. من الممكن بأن اشعياء عاش خلال فترة قريبة من هذا الحكم ومن الممكن أيضاً إلى حكم الملك منيسا ولكن لم يأت ذكر وقت ممات اشعياء ولا كيف مات في الكتاب المقدس ولا في كتب التأريخ. أيضاً يُعتقد بأنه أستشهد على يد الوثنيين في أيام الملك منيسا.

## دراسات دقيقة
أن الفصل بين الجزء الأول من أشعيا (من اصحاح 1 إلى اصحاح 39) والجزء من اصحاح (40 إلى 66) قد لَفَتَ أنتباه الدارسين في القرن الثامن عشر أمثال دوديرلن (1789) وايشورن (1783)، لقد رأؤا بأن الفصول من 40 إلى 66 قد تم كتابتها خلال فترة ما بعد السبي أو ممكن أن تكون كتابة مُستقلة كُلياَ ومُضافة إلى الجزء الأول. المُصطلح «اشعياء الثاني» يُعطى إلى الجزء الثاني. 
بعض الدارسين اعادوا تقسيم 66-40 بأضافة اشعياء ثالث الذي كتب 66-56. ان مصدر الجزء الأخير يساند فترة ما بعد السبي ومع حكم الملك كُورَشَ (سفر اشعياء 44:28 و13-45:1) مَلِكِ فَارِسَ، ومع دمار الهيكل وأحداث أُخرى. وأيضاً ان نبرة النصفين تبدو مُختلفة، الأولى تبدو بأنها تٌحذر يهوذا بواسطة تحذير الهي بوقوع الاحتلال عليها، بينما القسم الثاني يبدو بأنه يُعطي تعزية للناس المُنكسرين.
بعض الدارسين أمثال مارغاليوث (1964) تحدى فكرة تعدد كُتاب سفر اشعياء حيث أشار إلى وحدة المضمون والرسالة وخاصةَ وجود بعض المصطلحات الخاصة باشعياء مثل «وقد تكلم فم الله». كان هذا واضح في الجزأين من كتاب أشعيا ولكن ليس في الكتابات العبرية الأخرى.